# Arcada zigomatică
Arcada zigomatică (Arcus zygomaticus) sau arcul zigomatic este o arcadă pe fața laterală a craniului formată anterior de procesul temporal al osului zigomatic și posterior de procesul zigomatic al temporalului, aceste două procese se articulează prin sutura zigomaticotemporală (Sutura temporozygomatica). Participă la delimitarea fosei temporală de fosa infratemporală.